# 威廉斯峰
威廉斯峰（英語：Williams Peak），是南極洲的山峰，位於維多利亞地的斯科特海岸，海拔高度超過1,400米，由威靈頓維多利亞大學命名，現時由南極條約體系管理。